# کرنسبش
شهر کرنسبش (به رومانیایی: Caransebeş) در شهرستان کرش-سورین در کشور رومانی واقع شده‌است. جمعیت این شهر ۳۱٬۱۹۹ نفر  است.